# Abdij van Mont Cornillon
De Abdij van Mont Cornillon (Nederlands: Abdij van Corneliënberg) was een abdij van premonstratenzers die zich bevond op Mont Cornillon (Corneliënberg) nabij de Luikse wijk Amercœur.

## Geschiedenis
De abdij werd gesticht in 1124, drie jaar na de stichting van de orde. De abdij werd gesticht vanuit de abdij van Floreffe. Het was aanvankelijk een dubbelklooster. De religieuzen werkten in een leprozerie die vanaf 1006 bestond. De mannen en de mannelijke zieken aan de ene kant van de kerk, de vrouwen en de vrouwelijke zieken aan de andere kant. De eerste abt was Lucas, een der leerlingen van Norbertus.
In 1222 trad Juliana van Cornillon in dit klooster in. In de loop van de 13e eeuw echter viel de abdij herhaaldelijk ten prooi aan gewelddadige bendes, reden waarom ze naar een veiliger plaats wensten te vertrekken. Aangezien prins-bisschop Jan van Vlaanderen juist een fort op deze strategische plaats wilde bouwen, besloot men tot een ruil en konden de premonstratenzers in 1288 de Abdij van Beaurepart in de stad Luik betrekken.
De abdijgebouwen werden omgevormd tot een fort dat op zijn beurt werd vernield, en wel in 1336. In 1360 werd in de gebouwen het Kartuizerklooster van Luik gesticht, wat bestaan bleef tot 1793.

## Gebouw
Van het klooster bleven vervallen gebouwen uit de 13e en 14e eeuw, en ook van de 16e tot 18e eeuw. De toren en de apsis van de kerk zijn 13e-eeuws. Het schip is 17e-eeuws.
In het begin van de 21e eeuw wordt een deel der gebouwen gerestaureerd, en moderne gebouwen worden toegevoegd. Het geheel krijgt de functie van bejaardentehuis.